# 한협원종
한협원종(韓協原種)은 토종닭 육종 사업을 하는 대한민국의 축산 기업이다. 1953년 설립되어 대한민국 내 토종닭 보급에서 대부분의 점유율을 차지하고 있다.